# Kruno Radiljević
Kruno Radiljević (en serbe : Круно Радиљевић), né le 16 novembre 1931 à Mostar et mort en 1990 est un footballeur yougoslave. Il évoluait au poste de milieu de terrain.

## Biographie
Il est joueur du FK Velež Mostar de 1950 à 1965.
En plus de jouer au football, il travaillait dans une mine.

## Palmarès

### En sélection
Yougoslavie
- Jeux olympiques :
  -  Argent : 1956.

### En club
FK Velež Mostar
- Coupe de Yougoslavie :
  - Finaliste : 1958.
- Championnat de Yougoslavie D2 :
  - Champion : 1952 et 1955.